# لودو دلکروا
لودو دلکروا (انگلیسی: Ludo Delcroix؛ زادهٔ ۲۸ اکتبر ۱۹۵۰) دوچرخه‌سوار اهل بلژیک است.
از باشگاه‌هایی که در آن بازی کرده‌است می‌توان به تیم دوچرخه‌سواری فلاندریا و مولتنی اشاره کرد.